# Jean Wahl
Jean André Wahl  [žán andé vál] (25. května 1888 Marseille – 19. června 1974 Paříž) byl francouzský filosof, profesor pařížské Sorbonny. V letech 1941–1945 žil a přednášel v exilu v USA. Byl žákem H. Bergsona, zabýval se hlavně Platónem, Hegelem, Kierkegaardem a americkými filosofy.

## Život a působení
Po studiu filosofie na École normale supérieure v Paříži (1907) získal roku 1910 agregaci, tj. oprávnění vyučovat na středních školách. Roku 1920 na sebe upozornil knihou o anglickém a americkém pluralismu, zejména o filosofii W. Jamese. Ve 30. letech se začal věnovat Hegelovi, zejména jeho pojmu „nešťastného vědomí“, a S. Kierkegaardovi. Soustavně se věnoval také Platónovi a ontologii N. Hartmanna. Ovlivnil například J.-P. Sartra a E. Lévinase.
Po okupaci byl jako Žid odveden do koncentračního tábora v Drancy, odkud se mu v roce 1941 podařilo uprchnout do USA. Tam s podporou Fordovy nadace založil Svobodnou francouzskou univerzitu (École libre des hautes études) v New Yorku, kde také přednášel. Po návratu v roce 1946 založil College libre v Paříži, od roku 1950 vedl časopis Revue de métaphysique et de morale a od roku 1960 byl předsedou Francouzské filosofické společnosti.

## Hlavní spisy
- Les Philosophies pluralistes d'Angleterre et d'Amérique („Pluralistické filosofie v Anglii a v Americe“), 1920 (2005).
- Le Malheur de la conscience dans la philosophie de Hegel („Nešťastné vědomí v Hegelově filosofii“), 1929.
- Études kierkegaardiennes („Kierkegaardovské studie“), 1938 (1998).
- Introduction à la pensée de Heidegger (Úvod do Heideggerova myšlení“), 1946 (1998).
- Petite histoire de l'existentialisme („Malé dějiny existencialismu“), Paris, L'Arche, 1947.
- Traité de Métaphysique („Pojednání o metafysice“), 1953.
- L'Expérience métaphysique („Metafysické zkušenost“), 1964.